# العلاقات الإماراتية الدومينيكانية
العلاقات الإماراتية الدومينيكانية هي العلاقات الثنائية التي تجمع بين الإمارات العربية المتحدة وجمهورية الدومينيكان.

## مقارنة بين البلدين
هذه مقارنة عامة ومرجعية للدولتين:
| وجه المقارنة                                              | الإمارات العربية المتحدة | جمهورية الدومينيكان |
| --------------------------------------------------------- | ------------------------ | ------------------- |
| المساحة (كم2)                                             | 83.60 ألف                | 48.67 ألف           |
| عدد السكان (نسمة)                                         | 9.40 مليون               | 10.40 مليون         |
| الكثافة السكانية (ن./كم²)                                 | 112.44                   | 213.68              |
| العاصمة                                                   | أبو ظبي                  | سانتو دومينغو       |
| اللغة الرسمية                                             | اللغة العربية            | اللغة الإسبانية     |
| العملة                                                    | درهم إماراتي             | بيزو دومنيكاني      |
| الناتج المحلي الإجمالي (بليون دولار)                      | 382.58 مليار             | 75.93 مليار         |
| الناتج المحلي الإجمالي (تعادل القوة الشرائية) بليون دولار | 640.72 مليار             | 149.89 مليار        |
| الناتج المحلي الإجمالي الاسمي للفرد دولار أمريكي          | 40.44 ألف                | 6.47 ألف            |
| الناتج المحلي الإجمالي للفرد دولار أمريكي                 | 67.67 ألف                | 13.26 ألف           |
| مؤشر التنمية البشرية                                      | 0.835                    | 0.715               |
| رمز المكالمات الدولي                                      | +971                     | +1809، +1829، +1849 |
| رمز الإنترنت                                              | .ae، .امارات             | .do                 |
| المنطقة الزمنية                                           | ت ع م+04:00              | 00                  |

## منظمات دولية مشتركة
يشترك البلدان في عضوية مجموعة من المنظمات الدولية، منها:
| علم المنظمة | اسم المنظمة                        | تاريخ انضمام الإمارات العربية المتحدة | تاريخ انضمام جمهورية الدومينيكان |
| ----------- | ---------------------------------- | ------------------------------------- | -------------------------------- |
|             | المنظمة الهيدروغرافية الدولية      | ?                                     | ?                                |
|             | الاتحاد البريدي العالمي            | ?                                     | ?                                |
|             | يونسكو                             | 20 أبريل 1972                         | 4 نوفمبر 1946                    |
|             | البنك الدولي للإنشاء والتعمير      | 22 سبتمبر 1972                        | 18 سبتمبر 1961                   |
|             | منظمة التجارة العالمية             | ?                                     | ?                                |
|             | وكالة ضمان الاستثمار متعدد الأطراف | 20 أكتوبر 1993                        | 7 مارس 1997                      |
|             | منظمة الشرطة الجنائية الدولية      | ?                                     | ?                                |
|             | مؤسسة التمويل الدولية              | 30 سبتمبر 1977                        | 31 أكتوبر 1961                   |
|             | الأمم المتحدة                      | 9 ديسمبر 1971                         | 24 أكتوبر 1945                   |
|             | مؤسسة التنمية الدولية              | 23 ديسمبر 1981                        | 16 نوفمبر 1962                   |
|             | منظمة حظر الأسلحة الكيميائية       | ?                                     | ?                                |

## وصلات خارجية
- موقع وزارة الخارجية الإماراتية